# Magnolia (Arkansas)
Magnolia is een plaats (city) in de Amerikaanse staat Arkansas, en valt bestuurlijk gezien onder Columbia County.

## Demografie
Bij de volkstelling in 2000 werd het aantal inwoners vastgesteld op 10.858.
In 2006 is het aantal inwoners door het United States Census Bureau geschat op 10.321, een daling van 537 (-4,9%).

## Geografie
Volgens het United States Census Bureau beslaat de plaats een oppervlakte van
24,1 km², geheel bestaande uit land. Magnolia ligt op ongeveer 113 m boven zeeniveau.

## Plaatsen in de nabije omgeving
De onderstaande figuur toont nabijgelegen plaatsen in een straal van 32 km rond Magnolia.